# Maui-oo
Maui-oo (Moho bishopi) är en utdöd fågel i familjen ooer inom ordningen tättingar.

## Utbredning
Den förekom tidigare på öarna Maui och Molokai i Hawaii och sågs senast 1915, möjligen återigen 1981.

## Status
IUCN kategoriserar den som utdöd.

## Namn
Fågelns svenska och vetenskapliga artnamn hedrar Charles Reed Bishop (1822-1915), amerikansk bankman, filantrop, grundare av Bernice Pauahi Museum 1889 och make till prinsessan Bernice Pauahi Bishop.